# Лёбенихт
Лёбенихт (нем. Löbenicht, прусск. Lipnick) — исторический градообразующий район Кёнигсберга (с 1946 года — Калининграда).
Название связано с местной прусской топонимикой — рядом с поселением протекал ручей Лёбе (Липовый; ныне ручей Голубой).

## История создания
После того, как Тевтонским орденом был заложен замок Кёнигсберг, в Пруссию стали прибывать переселенцы. Сначала образовалось поселение, названное позже Альтштадтом (Старым городом), а затем у подножия горы Мюленберг к востоку от замка появилось другое поселение — Нойштадт (Новый город), названный позднее Лёбенихтом.
27 мая 1300 года комтур замка Кёнигсберг Бертольд фон Брюхавен даровал поселению права города.
Позднее на острове у подножья орденского замка был образован третий город — Кнайпхоф.

## Развитие Лёбенихта в качестве самостоятельного поселения
Некоторое время города развивались самостоятельно, каждый имел свои органы самоуправления, кирхи, самостоятельно занимался торговой деятельностью. Иногда отношения общин доходили до прямых столкновений. Со временем связи городов укреплялись всё прочнее, все они стали членами Ганзейского союза, пользовались Кульмским городским правом.
В Лёбенихте, как и в других городах, избирался работавший без оплаты за свой труд городской совет, назначавший бургомистра, вице-бургомистра и местных чиновников. Жителями города были ремесленники, пивовары, землепашцы.
Со временем к Лёбенихту стали примыкать общины-пригороды Ангер и Закхайм (наиболее бедная община окрестностей замка).
Укрепления города были незначительными и он уступал в развитии более богатому и престижному Альтштадту.

## Лёбенихт в качестве района города Кёнигсберг
13 июля 1724 года состоялось официальное решение прусского короля Фридриха-Вильгельма I о давно существовавшем де-факто объединении Альтштадта, Лёбенихта и Кнайпхофа в один город — Кёнигсберг — столицу Восточной Пруссии. С этого времени Лёбенихт становится лишь историческим районом города. Такое значение он имел до 1945 года.
С передачей части Восточной Пруссии по решению Потсдамской конференции в состав СССР и созданием Кёнигбергской области РСФСР район прекратил своё существование и не упоминается ни в официальных документах, ни в быту у населения. Территория бывшего Лёбенихта наряду с рядом возникших позднее районов города вошла в состав Ленинградского района Калининграда.

## Герб Лёбенихта

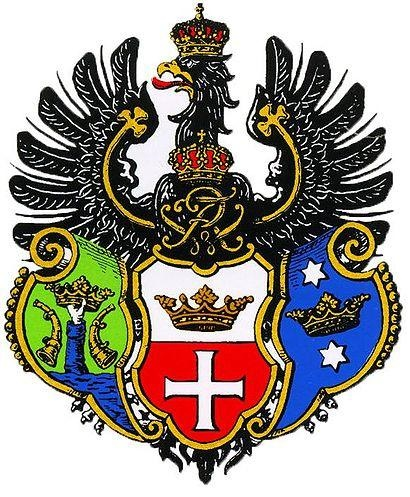
Герб Кёнигсберга, включающий гербы трёх городов (слева направо): Кнайпхофа, Альтштадта, Лёбенихта

Город Лёбенихт (Нойштадт) получил права города в 1300 году, но герб города был основан на печати 1413 года: в лазурном поле — золотая корона основателя Кёнигсберга богемского короля Оттокара II Пшемысла, украшенная сверху и снизу золотыми молеттами (шестиконечными звёздами). В XVII веке к гербу были добавлены фигуры ангелов-щитодержателей. С объединением трёх городов их гербы вошли в герб Кёнигсберга. В гербе нынешнего Калининграда также имеется старый герб Кёнигсберга, но только как часть нового герба: он размещён на парусе бегущего по морю кораблика.

## Достопримечательности Лёбенихта
Построенный в 1333—1354 годах и перестроенный в 1474 году общинный готический костёл Святой Барбары (нем. St. Barbara auf dem Berge) после того, как население Пруссии стало исповедовать лютеранство, стал называться Лёбенихтской кирхой.
В 1349 году великий магистр Тевтонского ордена учредил женский бенедиктинский монастырь, который был построен под наблюдением магистра Винриха фон Книпроде. В нём до 1945 года сохранялись несколько готических икон и резных работ. В 1530 году монастырь был преобразован в госпиталь, который называли Большим госпиталем (нем. Grosse Hospital) или Лёбенихтской больницей (нем. Löbenichtsche Hospital). Новое строение госпиталя с кирхой было построено после пожара 1764 года, затем в 1903 году уже в другом месте. Одним из капелланов госпиталя был картограф Каспар Хеннебергер (нем. Caspar Henneberger; 1529-1600).
Лёбенихтская гимназия вела отсчёт своего существования от местной школы, образованной в 1525 году. В адресной книге предвоенного Кенигсберга можно отыскать адрес православного священника Николая Арсеньева и краткую информацию о проведении богослужений в помещении Лебенихтской реальной гимназии.
В Длинном переулке, в ратуше Лёбенихта с XVIII века размещалась типография Хартунга.
Также в Лёбенихте находилась Приходская католическая кирха (1614).
Во время Второй мировой войны (особенно во время бомбёжек английской авиации в августе 1944 года и штурма города советскими войсками в апреле 1945 года) строения и инфраструктура Лёбенихта сильно пострадали. В послевоенное время по бывшему Лёбенихту прошёл широкий Московский проспект, старая застройка была заменена блочными жилыми домами. На нынешних улицах Черепичной и Лесопильной сохранились здания Лёбенихтского госпиталя с построенными в 1771 году в стиле рококо въездными воротами.

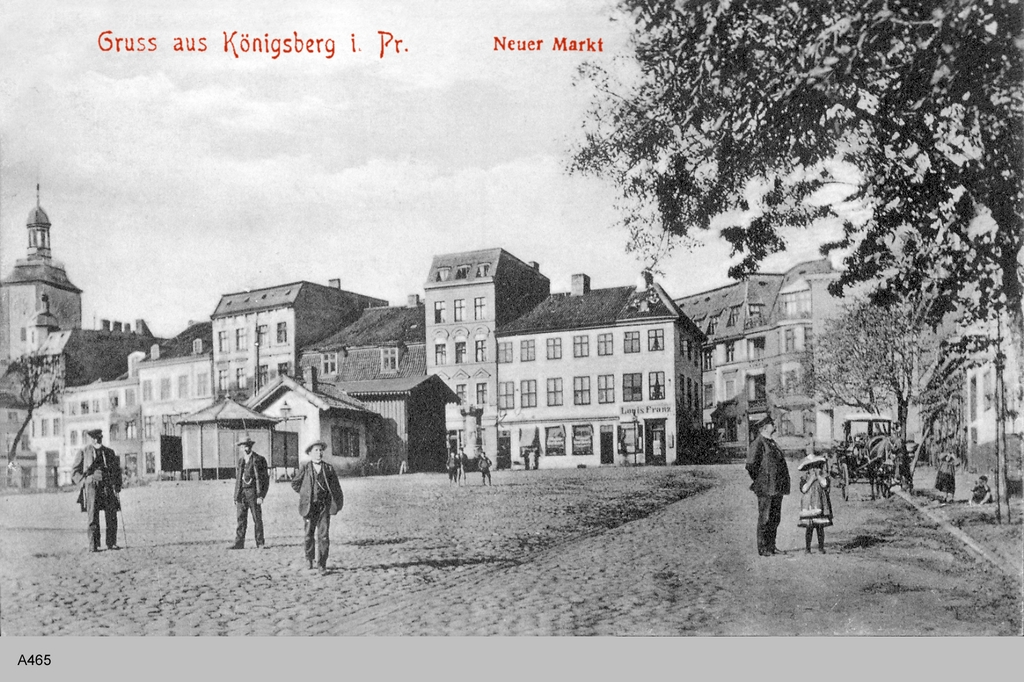
Вид на Новый рынок и Лёбенихтскую кирху
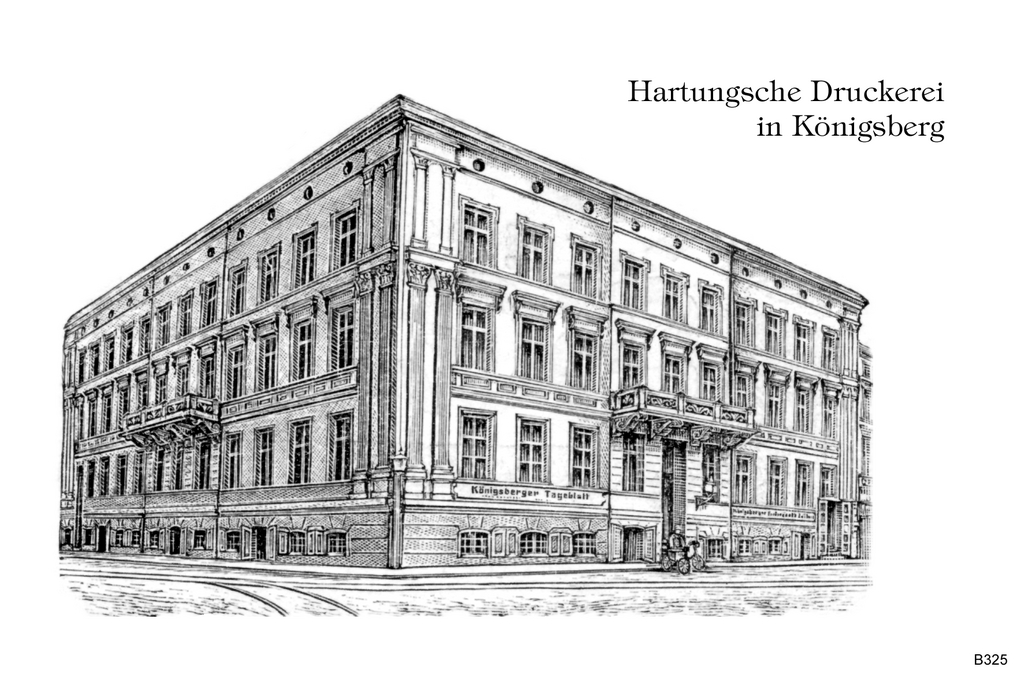
Типография Хартунга в Лёбенихте
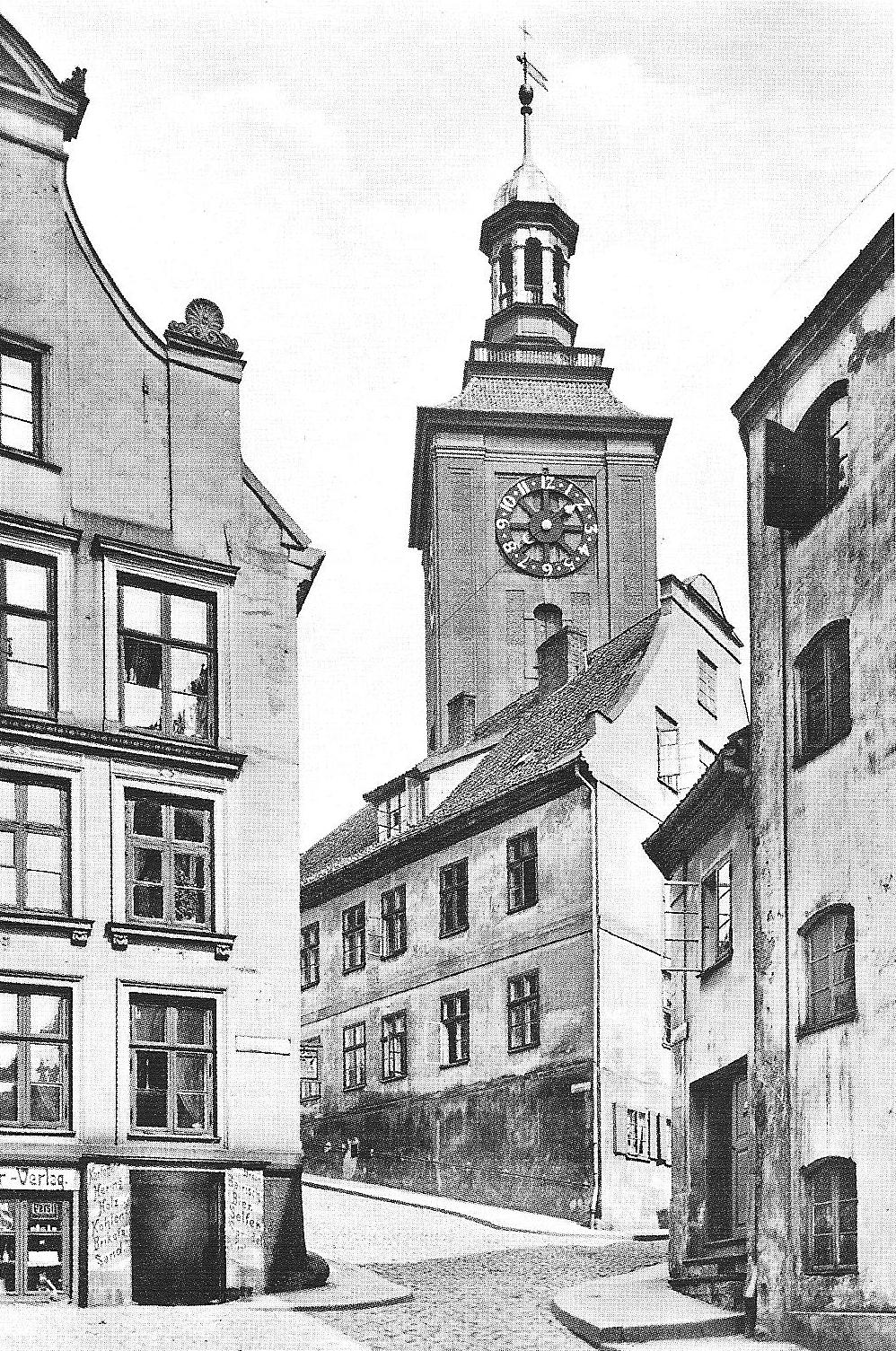
Лёбенихтская кирха
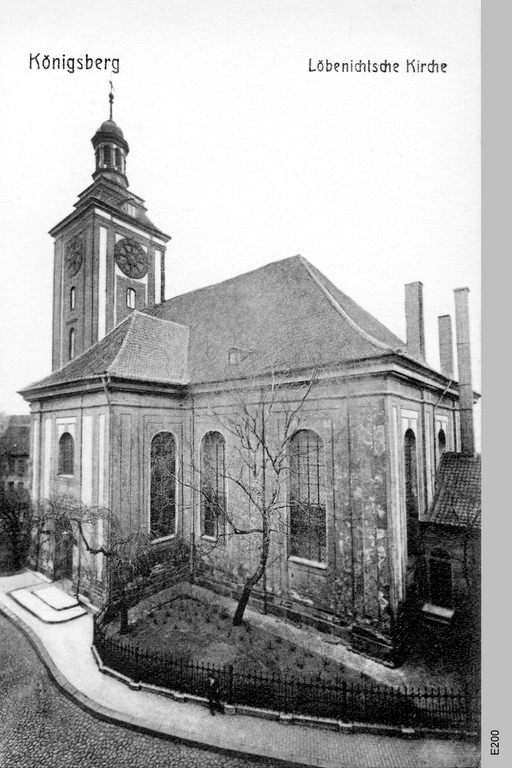
Лёбенихтская кирха